# Скидан Ганна Олександрівна
Ганна Скидан (азерб. Anna Skidan; нар. 14 травня 1992 року) — українська і азербайджанська легкоатлетка, що спеціалізується в метанні молота і штовханні ядра. Переможець літньої Універсіади 2015 року та Ісламських ігор солідарності 2017, бронзова призерка чемпіонату Європи 2016 року. Учасниця літніх Олімпійських ігор 2012 року в Лондоні і перших Європейських ігор 2015 року в Баку.
Виступала за Азербайджан на літніх Олімпійських іграх 2016 в Ріо-де-Жанейро в метанні молота та посіла 13-те місце.

## Життєпис
Ганна Скидан народилася 14 травня 1992 року в місті Красний Луч на Луганщині. У 2012 році в складі збірної України брала участь у літніх Олімпійських іграх у Лондоні .
У 2015 році в складі збірної Азербайджану виступила на перших Європейських іграх в Баку, на яких в метанні молота зайняла 2-е місце і принесла команді 13 очок, а в штовханні ядра — 5 місце і 10 очок . У цьому ж році, виконавши норматив у Кишиневі, завоювала ліцензію на Олімпійські ігри 2016 року. У липні 2015 року на Всесвітній Універсіаді в Кванджу Анна Скидан в метанні молота посіла перше місце, кинувши снаряд на 70.67 м .
У липні 2016 року Ганна Скидан завоювала бронзову медаль на чемпіонаті Європи в Амстердамі .